# 이만희 (영화 감독)
이만희(李晩熙, 1931년 10월 6일~1975년 4월 13일)는 대한민국의 영화감독이다.

## 생애
본관은 전주(全州)이며 서울 출생이다. 서울 경신고등보통학교를 졸업하였다. 1955년 연극배우 첫 데뷔하였고 이듬해 1956년 영화 《사도세자》에서 자객 역으로 단역 출연하여 영화배우 데뷔하였고 그 후 안종화 밑에서 감독 수업을 시작하여 습득을 한 끝에 1961년 영화 《주마등》으로 영화감독 데뷔하였다. 《칠인의 여포로》, 《돌아오지 않는 해병》 등의 영화를 감독했다. 여성 영화배우 이혜영의 아버지인 그는 마지막으로 메가폰을 잡은 영화인 《삼포 가는 길》의 편집을 마무리하던 중 간암으로 타계하였고, 그가 죽고 1개월 후 유작이 개봉되었다. 그의 오랜 히로인이자 페르소나인 배우 문정숙과는 7년 이상 연인 관계를 유지했으나, 결혼으로 이어지지는 않았다.

## 학력
- 서울 경신고등보통학교 졸업

## 소속
- 화성영화사 감사

## 작품

### 감독
- 1961 주마등
- 1961 불효자
- 1962 다이알 112를 돌려라
- 1962 살아있는 그날까지
- 1963 돌아보지 마라
- 1963 돌아오지 않는 해병
- 1963 열두냥짜리 인생
- 1963 한석봉
- 1963 YMS 504의 수병
- 1964 내가 설땅은 어디냐
- 1964 마의 계단
- 1964 협박자
- 1964 검은 머리
- 1964 추격자
- 1964 묘향비곡
- 1965 시장
- 1965 흑맥 - 신성일, 문희
- 1965 7인의 여포로
- 1965 흑룡강
- 1966 군번없는 용사
- 1966 만추
- 1966 잊을 수 없는 연인
- 1966 물레방아
- 1967 사기한 미스터 허
- 1967 싸리골의 신화
- 1967 망각
- 1967 삼각의 공포
- 1967 귀로
- 1967 얼룩무늬의 사나이
- 1967 원점
- 1967 냉과 열
- 1967 기적
- 1967 방콕의 하리마오
- 1968 외출
- 1968 창공에 산다
- 1968 여로
- 1968 휴일
- 1969 암살자
- 1969 생명
- 1969 여자가 고백할 때
- 1969 여섯개의 그림자
- 1970 고보이 강의 다리
- 1971 쇠사슬을 끊어라
- 1972 영시
- 1972 04:00 -1950-
- 1972 일본해적
- 1974 청녀
- 1974 들국화는 피었는데
- 1974 태양 닮은 소녀
- 1974 삼각의 함정
- 1975 삼포 가는 길

## 수상
백상예술대상
- 1967년 영화 대상(《만추》)

대종상
- 3회(1964) 감독상(《돌아오지 않는 해병》)
- 6회(1967) 작품상(《귀로》)

청룡영화상
- 1회(1963) 감독상(《돌아오지 않는 해병》)
- 4회(1966) 감독상(《시장》)

## 같이 보기
- 김수용